# Bembidion flavescens
Bembidion flavescens es una especie de escarabajo del género Bembidion, categorizada en la tribu Bembidiini, de la subfamilia Trechinae.

## Distribución
Se distribuye por Filipinas.

## Taxonomía
Fue descrita por Baehr en 1995.